# Großer Preis von Kanada 2024
Der Große Preis von Kanada 2024 (offiziell Formula 1 AWS Grand Prix du Canada 2024) fand am 9. Juni auf dem Circuit Gilles-Villeneuve in Montreal statt und war das neunte Rennen der Formel-1-Weltmeisterschaft 2024.

## Bericht

### Hintergründe
Nach dem Großen Preis von Monaco führte Max Verstappen in der Fahrerwertung mit 31 Punkten vor Charles Leclerc und mit 56 Punkten vor Lando Norris. In der Konstrukteurswertung führte Red Bull Racing mit 24 Punkten vor Ferrari und mit 92 Punkten vor McLaren-Mercedes.
Beim Großen Preis von Kanada stellte Pirelli den Fahrern erneut die Reifenmischungen C3 (weiß), C4 (gelb) und C5 (rot) zur Verfügung sowie für nasse Bedingungen Cinturato Intermediates (grün) und Cinturato Full-Wets (blau).
Kevin Magnussen (zehn), Sergio Pérez, Logan Sargeant (jeweils acht), Lance Stroll (sieben), Fernando Alonso (sechs), Lewis Hamilton (vier), Yuki Tsunoda, Esteban Ocon (jeweils drei), Verstappen, George Russell, Daniel Ricciardo, Valtteri Bottas, Zhou Guanyu (jeweils zwei), Carlos Sainz jr. und Nico Hülkenberg (jeweils einer) gingen mit Strafpunkten ins Rennwochenende.
Mit Hamilton (siebenmal), Verstappen (zweimal), Alonso und Ricciardo (jeweils einmal) traten vier ehemalige Sieger zu dem Grand Prix an.
Als Rennkommissare für dieses Rennwochenende fungieren Felix Holter (DEU), Loïc Bacquelaine (BEL), Derek Warwick (GBR) und Marcel Demers (CAN).

### Training
Im ersten freien Training war Norris mit einer Zeit von 1:24,435 Minuten Schnellster vor Sainz jr. und Leclerc. Jack Doohan übernahm im ersten Training den Alpine von Ocon, konnte allerdings wegen einer roten Flagge, welche Zhou auslöste, keine Zeit fahren.
Im zweiten freien Training fuhr Alonso mit 1:15,810 Minuten die Bestzeit vor Russell und Stroll.
Im dritten und letzten freien Training fuhr Hamilton mit 1:12,549 Minuten die Bestzeit vor Verstappen und Russell.

### Qualifying
Das Qualifying bestand aus drei Teilen mit einer Nettolaufzeit von 45 Minuten. Im ersten Qualifying-Segment (Q1) hatten die Fahrer 18 Minuten Zeit, um sich für das Rennen zu qualifizieren. Alle Fahrer, die im ersten Abschnitt eine Zeit erzielten, die maximal 107 Prozent der schnellsten Rundenzeit betrug, qualifizierten sich für das Rennen. Die besten 15 Fahrer erreichten den nächsten Qualifikationsabschnitt. Verstappen war Schnellster. Pérez, beide Kick-Sauber-Piloten, Ocon und Hülkenberg schieden aus.
Der zweite Abschnitt (Q2) dauerte 15 Minuten. Die schnellsten zehn Piloten qualifizierten sich für den dritten Teil des Qualifyings. Russell war Schnellster. Beide Ferrari-Fahrer, Sargeant, Magnussen und Pierre Gasly schieden aus.
Der letzte Abschnitt (Q3) ging über eine Zeit von zwölf Minuten, in denen die ersten zehn Startpositionen vergeben wurden. Russell erzielte mit einer Rundenzeit von 1:12,000 Minuten die Bestzeit, die exakt der von Verstappen entsprach, auf Platz 3 qualifizierte sich Norris. Russell erzielte seine zweite Pole-Position insgesamt, seine erste Pole-Position seit dem Großen Preis von Ungarn 2022 und die erste für Mercedes seit dem Großen Preis von Ungarn 2023. 
Dies markierte erst das zweite Mal in der Geschichte der Formel 1, dass seit der Einführung der Messung in Tausendstelsekunden mehr als ein Fahrer das Qualifying mit einer identischen Bestzeit abgeschlossen hatte. Zum ersten Mal geschah dies beim Großen Preis von Europa 1997, als Jacques Villeneuve, Michael Schumacher und Heinz-Harald Frentzen alle eine bis auf drei Dezimalstellen identische Bestzeit fuhren.

### Rennen
Ocon, der sich als 18. qualifizierte, verbüßte seine Startplatzstrafe von fünf Plätzen aus dem vorherigen Rennen in Monaco und startete somit vom letzten Platz aus. Außerdem starten beide Kick Sauber-Piloten aus der Boxengasse, da unter Parc fermé Teile an ihren Wagen getauscht wurden.
Das Rennen begann bei Intermediate-Bedingungen. Im Gegensatz zu allen anderen Fahrern, startete die beiden Haas-Piloten das Rennen allerdings auf Regenreifen, was sich zu Beginn des Rennens als richtige Entscheidung erwies. Magnussen kletterte somit bis auf Platz vier vor. Hülkenberg, Magnussens Haas-Teamkollege, konnte ebenfalls Positionen gut machen. Als der Regen nachließ, verloren sie allerdings den Anschluss und mussten auch auf Intermediates wechseln. Beim Stopp von Magnussen hatte die Boxencrew Probleme beim Wechsel von den Full Wets- zu den Intermediate-Regenreifen, sodass dieser mehr als acht Sekunden verlor. In dieser Phase erhielt Ricciardo dann eine Fünf-Sekunden-Zeitstrafe für einen Frühstart, welche er bei seinem ersten Stopp absitzen musste.
An der Spitze kamen Norris und Verstappen nach und nach näher an den Führenden Russell ran. Norris überholte in der 20. Runde dann Verstappen, eine Runde später auch Russell und übernahm somit die Führung des Rennens. Russell verpasste bei diesem Überholmanöver die Schikane und musste auch Verstappen vorbeilassen. Während Norris sich im Anschluss von den beiden absetzen konnte, duellierten sich hinter Piastri auf Platz 4 Alonso und Hamilton.
In der 25. Runde drehte sich dann Sargeant von der Strecke und schlug rückwärts in die Streckenbegrenzung ein. Die Rennleitung schickte daraufhin das Safety-Car auf die Strecke. Verstappen und Russell nutzten die Gelegenheit direkt zum Reifenwechsel aus, während Norris eine Runde später an die Box fuhr und sich hinter den beiden wieder einreihen musste. Als die Rennleitung dann in der 29. Runde meldete, dass das Safety-Car nach dieser Runde wieder reinkommt, fuhr Leclerc an die Box und wechselte als erster Fahrer auf Slicks. Der Boxenstopp dauerte wesentlich länger als normal, da noch Motorenprobleme behoben werden mussten.
Beim Restart blieb dann Verstappen vor Russell und Norris, dahinter sortierten sich Piastri, Hamilton und Alonso ein. Hamilton konnte, nachdem er an Alonso auf der Strecke nicht vorbei kam, diesen beim Boxenstopp dank eines schnelleren Stopps in der Boxengasse überholen. Im hinteren Teil des Feldes kam es dann zu einem sensationellen Überholmanöver von Albon gegen Ricciardo und Ocon, welche er beide vor der letzten Schikane überholen konnte. In Runde 32 kam Leclerc erneut an die Box und wechselte zurück auf Intermediates, da er relativ schnell feststellen musste, dass es für Trockenreifen noch zu früh war und reihte sich auf dem letzten Platz wieder ein.
In der 33. Runde kam es dann beim Zweikampf um Platz 12 zu einer Berührung zwischen Sainz jr. und Bottas, bei welcher sich der Spanier seinen Frontflügel leicht beschädigte. Beide konnten allerdings weiterfahren. Während sich die Spitzengruppe absetzen konnte, trocknete die Strecke ab und die Ideallinie wurde frei. Gasly wechselte in der 41. Runde dann auf Trockenreifen, ehe Magnussen eine Runde später folgte.
Leclerc stellte dann in der 43. Runde sein Auto aufgrund von Problemen am Antrieb ab. Aus der Führungsgruppe wagte Hamilton dann in der 44. Runde den Wechsel auf Slicks. Eine Runde später folgte Piastri, welcher seinen Position behaupten konnte. In Runde 46 folgten dann Verstappen und Russell, während McLaren bei Norris noch abwartete. Dieser folgte dann zwei Runden später und verlor bei der Boxenausfahrt kurzzeitig den Grip. Dadurch kam Verstappen wieder vorbei.
In der 53. Runde drehte sich dann Pérez von der Strecke und schlug wie Sargeant zuvor, mit dem Heck gegen die Streckbegrenzung und musste mit einem kaputten Heckflügel aufgeben. Während Pérez auf dem Weg zur Box war, kollidierten Sainz jr. und Albon. Für beide war das Rennen anschließend beendet. Ferrari hatte somit den ersten Doppelausfall seit dem Großen Preis von Aserbaidschan 2022 und holte erstmals seit dem Großen Preis von Australien 2023 keine Punkte. Der Unfall löste er die zweite Safety-Car-Phase aus.
Beide Mercedes-Piloten nutzten erneut die Safety-Car-Phase und wechselten wieder die Reifen. Verstappen führte somit vor den beiden McLaren das Rennen an. Beim zweiten Restart konnte er sich dann wieder behaupten. In der 63. Runde setzte Russell mit frischen Reifen zum Überholmanöver gegen Piastri an, bei welchem sich die beiden berührten und Hamilton als Nutznießer den Platz von Russell übernehmen konnte. Zwei Runden später konnte er auch Piastri überholen und lag nun auf Podiumskurs. Dahinter gelang es dann Russell doch noch, Piastri zu überholen und sich auf die Verfolgung seines Teamkollegen zu machen. Im Mittelfeld drehte sich dann Tsunda auf dem nassen Gras und fiel aus den Punkterängen raus.
In der 68. Runde ging Russell dann an Hamilton vorbei und beendete das Rennen hinter Verstappen und Norris. Verstappen siegte somit und erzielte damit seinen 60. Karrieresieg. Russell sicherte Mercedes den ersten Podestplatz der Saison. Die restlichen Punkteplatzierungen belegten Hamilton, Piastri, Alonso, Stroll, Ricciardo, Gasly und Ocon. Hamilton erzielte die schnellste Rennrunde mit einer Zeit von 1:14,856 Minuten und sicherte sich so den Extrapunkt.
In der Fahrer- und Konstrukteurswertung blieben die ersten drei Positionen unverändert.

## Meldeliste
| Team                          | Nr. | Fahrer           | Chassis                           | Motor      | Reifen |
| ----------------------------- | --- | ---------------- | --------------------------------- | ---------- | ------ |
| Oracle Red Bull Racing        | 01  | Max Verstappen   | Red Bull Racing RB20              | Honda RBPT | P      |
| Oracle Red Bull Racing        | 11  | Sergio Pérez     | Red Bull Racing RB20              | Honda RBPT | P      |
| Mercedes-AMG Petronas F1 Team | 63  | George Russell   | Mercedes-AMG F1 W15 E Performance | Mercedes   | P      |
| Mercedes-AMG Petronas F1 Team | 44  | Lewis Hamilton   | Mercedes-AMG F1 W15 E Performance | Mercedes   | P      |
| Scuderia Ferrari              | 16  | Charles Leclerc  | Ferrari SF-24                     | Ferrari    | P      |
| Scuderia Ferrari              | 55  | Carlos Sainz jr. | Ferrari SF-24                     | Ferrari    | P      |
| McLaren F1 Team               | 81  | Oscar Piastri    | McLaren MCL38                     | Mercedes   | P      |
| McLaren F1 Team               | 04  | Lando Norris     | McLaren MCL38                     | Mercedes   | P      |
| Aston Martin Aramco F1 Team   | 18  | Lance Stroll     | Aston Martin AMR24                | Mercedes   | P      |
| Aston Martin Aramco F1 Team   | 14  | Fernando Alonso  | Aston Martin AMR24                | Mercedes   | P      |
| BWT Alpine F1 Team            | 31  | Esteban Ocon     | Alpine A524                       | Renault    | P      |
| BWT Alpine F1 Team            | 61  | Jack Doohan      | Alpine A524                       | Renault    | P      |
| BWT Alpine F1 Team            | 10  | Pierre Gasly     | Alpine A524                       | Renault    | P      |
| Williams Racing               | 23  | Alexander Albon  | Williams FW46                     | Mercedes   | P      |
| Williams Racing               | 02  | Logan Sargeant   | Williams FW46                     | Mercedes   | P      |
| Visa Cash App RB F1 Team      | 03  | Daniel Ricciardo | RB VCARB 01                       | Honda RBPT | P      |
| Visa Cash App RB F1 Team      | 22  | Yuki Tsunoda     | RB VCARB 01                       | Honda RBPT | P      |
| Stake F1 Team Kick Sauber     | 77  | Valtteri Bottas  | KICK Sauber C44                   | Ferrari    | P      |
| Stake F1 Team Kick Sauber     | 24  | Zhou Guanyu      | KICK Sauber C44                   | Ferrari    | P      |
| MoneyGram Haas F1 Team        | 20  | Kevin Magnussen  | Haas VF-24                        | Ferrari    | P      |
| MoneyGram Haas F1 Team        | 27  | Nico Hülkenberg  | Haas VF-24                        | Ferrari    | P      |

Anmerkungen
1. 1 2  Der Alpine mit der Startnummer 61 wurde im ersten freien Training für Doohan eingesetzt. Ocon übernahm das Fahrzeug anschließend für das restliche Rennwochenende mit seiner Startnummer 31.

## Klassifikationen

### Qualifying
| Pos.                                                                      | Fahrer           | Konstrukteur                 | Q1       | Q2       | Q3       | Start |
| ------------------------------------------------------------------------- | ---------------- | ---------------------------- | -------- | -------- | -------- | ----- |
| 01                                                                        | George Russell   | Mercedes                     | 1:13,013 | 1:11,742 | 1:12,000 | 01    |
| 02                                                                        | Max Verstappen   | Red Bull Racing-Honda RBPT   | 1:12,360 | 1:12,549 | 1:12,000 | 02    |
| 03                                                                        | Lando Norris     | McLaren-Mercedes             | 1:12,959 | 1:12,201 | 1:12,021 | 03    |
| 04                                                                        | Oscar Piastri    | McLaren-Mercedes             | 1:12,907 | 1:12,462 | 1:12,103 | 04    |
| 05                                                                        | Daniel Ricciardo | RB-Honda RBPT                | 1:13,240 | 1:12,572 | 1:12,178 | 05    |
| 06                                                                        | Fernando Alonso  | Aston Martin Aramco-Mercedes | 1:13,117 | 1:12,635 | 1:12,228 | 06    |
| 07                                                                        | Lewis Hamilton   | Mercedes                     | 1:12,851 | 1:11,979 | 1:12,280 | 07    |
| 08                                                                        | Yuki Tsunoda     | RB-Honda RBPT                | 1:12,748 | 1:12,303 | 1:12,414 | 08    |
| 09                                                                        | Lance Stroll     | Aston Martin Aramco-Mercedes | 1:13,088 | 1:12,659 | 1:12,701 | 09    |
| 10                                                                        | Alexander Albon  | Williams-Mercedes            | 1:12,896 | 1:12,485 | 1:12,976 | 10    |
| 11                                                                        | Charles Leclerc  | Ferrari                      | 1:13,107 | 1:12,691 | –        | 11    |
| 12                                                                        | Carlos Sainz jr. | Ferrari                      | 1:13,038 | 1:12,728 | –        | 12    |
| 13                                                                        | Logan Sargeant   | Williams-Mercedes            | 1:13,063 | 1:12,736 | –        | 13    |
| 14                                                                        | Kevin Magnussen  | Haas-Ferrari                 | 1:13,217 | 1:12,916 | –        | 14    |
| 15                                                                        | Pierre Gasly     | Alpine-Renault               | 1:13,289 | 1:12,940 | –        | 15    |
| 16                                                                        | Sergio Pérez     | Red Bull Racing-Honda RBPT   | 1:13,326 | –        | –        | 16    |
| 17                                                                        | Valtteri Bottas  | Kick Sauber-Ferrari          | 1:13,366 | –        | –        | Box   |
| 18                                                                        | Esteban Ocon     | Alpine-Renault               | 1:13,435 | –        | –        | 18    |
| 19                                                                        | Nico Hülkenberg  | Haas-Ferrari                 | 1:13,978 | –        | –        | 17    |
| 20                                                                        | Zhou Guanyu      | Kick Sauber-Ferrari          | 1:14,292 | –        | –        | Box   |
| 107-Prozent-Zeit: 1:17,425 min (bezogen auf Q1-Bestzeit von 1:12,360 min) |                  |                              |          |          |          |       |

Anmerkungen
1. 1 2  Russell und Verstappen fuhren in Q3 identische Bestzeiten. Da Russell die Zeit zuerst gesetzt hatte, wurde die Pole-Position ihm zugesprochen.
2. ↑  Bottas startet aus der Boxengasse, da an seinem Wagen unter Parc-fermé-Bedingungen Teile getauscht wurden.
3. ↑  Ocon erhielt eine Startplatzstrafe von fünf Plätzen, da er eine Kollision mit seinem Alpine-Teamkollegen Gasly beim vorherigen Großen Preis von Monaco verursacht hatte.
4. ↑  Zhou startet aus der Boxengasse, da an seinem Wagen unter Parc-fermé-Bedingungen Teile getauscht wurden.

### Rennen
| Pos.                                                            | Fahrer           | Konstrukteur                 | Runden | Stopps | Zeit        | Start | Schnellste Runde |
| --------------------------------------------------------------- | ---------------- | ---------------------------- | ------ | ------ | ----------- | ----- | ---------------- |
| 01                                                              | Max Verstappen   | Red Bull Racing-Honda RBPT   | 70     | 2      | 1:45:47,927 | 02    | 1:15,569 (70.)   |
| 02                                                              | Lando Norris     | McLaren-Mercedes             | 70     | 2      | + 3,879     | 03    | 1:15,558 (67.)   |
| 03                                                              | George Russell   | Mercedes                     | 70     | 3      | + 4,317     | 01    | 1:14,895 (70.)   |
| 04                                                              | Lewis Hamilton   | Mercedes                     | 70     | 3      | + 4,915     | 07    | 1:14,856 (70.)   |
| 05                                                              | Oscar Piastri    | McLaren-Mercedes             | 70     | 2      | + 10,199    | 04    | 1:16,247 (65.)   |
| 06                                                              | Fernando Alonso  | Aston Martin Aramco-Mercedes | 70     | 2      | + 17,510    | 06    | 1:16,303 (70.)   |
| 07                                                              | Lance Stroll     | Aston Martin Aramco-Mercedes | 70     | 2      | + 23,625    | 09    | 1:16,762 (70.)   |
| 08                                                              | Daniel Ricciardo | RB-Honda RBPT                | 70     | 2      | + 28,672    | 05    | 1:17,076 (68.)   |
| 09                                                              | Pierre Gasly     | Alpine-Renault               | 70     | 2      | + 30,021    | 15    | 1:17,013 (70.)   |
| 10                                                              | Esteban Ocon     | Alpine-Renault               | 70     | 1      | + 30,313    | 18    | 1:17,012 (70.)   |
| 11                                                              | Nico Hülkenberg  | Haas-Ferrari                 | 70     | 3      | + 30,824    | 17    | 1:16,683 (67.)   |
| 12                                                              | Kevin Magnussen  | Haas-Ferrari                 | 70     | 4      | + 31,253    | 14    | 1:16,499 (68.)   |
| 13                                                              | Valtteri Bottas  | Kick Sauber-Ferrari          | 70     | 1      | + 40,487    | Box   | 1:17,250 (65.)   |
| 14                                                              | Yuki Tsunoda     | RB-Honda RBPT                | 70     | 1      | + 52,694    | 08    | 1:17,309 (70.)   |
| 15                                                              | Zhou Guanyu      | Kick Sauber-Ferrari          | 69     | 3      | + 1 Runde   | Box   | 1:17,325 (68.)   |
| –                                                               | Carlos Sainz jr. | Ferrari                      | 52     | 2      | DNF         | 12    | 1:18,957 (51.)   |
| –                                                               | Alexander Albon  | Williams-Mercedes            | 52     | 2      | DNF         | 10    | 1:19,359 (51.)   |
| –                                                               | Sergio Pérez     | Red Bull Racing-Honda RBPT   | 51     | 2      | DNF         | 16    | 1:18,819 (51.)   |
| –                                                               | Charles Leclerc  | Ferrari                      | 40     | 3      | DNF         | 11    | 1:26,012 (39.)   |
| –                                                               | Logan Sargeant   | Williams-Mercedes            | 23     | 0      | DNF         | 13    | 1:26,484 (19.)   |
| Fahrer des Tages: Lando Norris (24,7 % der abgegebenen Stimmen) |                  |                              |        |        |             |       |                  |

## WM-Stände nach dem Rennen
Die ersten zehn des Rennens bekamen 25, 18, 15, 12, 10, 8, 6, 4, 2 bzw. 1 Punkt(e). Zusätzlich wurde ein Punkt für die schnellste Rennrunde vergeben, wenn der betreffende Fahrer unter den ersten Zehn ins Ziel kam.

### Fahrerwertung
| Pos. | Fahrer           | Konstrukteur                 | Punkte |
| ---- | ---------------- | ---------------------------- | ------ |
| 01   | Max Verstappen   | Red Bull Racing-Honda RBPT   | 194    |
| 02   | Charles Leclerc  | Ferrari                      | 138    |
| 03   | Lando Norris     | McLaren-Mercedes             | 131    |
| 04   | Carlos Sainz jr. | Ferrari                      | 108    |
| 05   | Sergio Pérez     | Red Bull Racing-Honda RBPT   | 107    |
| 06   | Oscar Piastri    | McLaren-Mercedes             | 81     |
| 07   | George Russell   | Mercedes                     | 69     |
| 08   | Lewis Hamilton   | Mercedes                     | 55     |
| 09   | Fernando Alonso  | Aston Martin Aramco-Mercedes | 41     |
| 10   | Yuki Tsunoda     | RB-Honda RBPT                | 19     |
| 11   | Lance Stroll     | Aston Martin Aramco-Mercedes | 17     |

| Pos. | Fahrer           | Konstrukteur        | Punkte |
| ---- | ---------------- | ------------------- | ------ |
| 12   | Daniel Ricciardo | RB-Honda RBPT       | 9      |
| 13   | Oliver Bearman   | Ferrari             | 6      |
| 14   | Nico Hülkenberg  | Haas-Ferrari        | 6      |
| 15   | Pierre Gasly     | Alpine-Renault      | 3      |
| 16   | Alexander Albon  | Williams-Mercedes   | 2      |
| 17   | Esteban Ocon     | Alpine-Renault      | 2      |
| 18   | Kevin Magnussen  | Haas-Ferrari        | 1      |
| 19   | Zhou Guanyu      | Kick Sauber-Ferrari | 0      |
| 20   | Valtteri Bottas  | Kick Sauber-Ferrari | 0      |
| 21   | Logan Sargeant   | Williams-Mercedes   | 0      |

### Konstrukteurswertung
| Pos. | Konstrukteur                 | Punkte |
| ---- | ---------------------------- | ------ |
| 01   | Red Bull Racing-Honda RBPT   | 301    |
| 02   | Ferrari                      | 252    |
| 03   | McLaren-Mercedes             | 212    |
| 04   | Mercedes                     | 124    |
| 05   | Aston Martin Aramco-Mercedes | 58     |

| Pos. | Konstrukteur        | Punkte |
| ---- | ------------------- | ------ |
| 06   | RB-Honda RBPT       | 28     |
| 07   | Haas-Ferrari        | 7      |
| 08   | Alpine-Renault      | 5      |
| 09   | Williams-Mercedes   | 2      |
| 10   | Kick Sauber-Ferrari | 0      |